# 76-мм горная пушка образца 1909 года
76-мм горная пушка образца 1909 года, также 3-дюймовая горная пушка образца 1909 года — скорострельная горная пушка системы «Данглиз-Шнейдер», принятая на вооружение в Русской армии и РККА.

## История создания
В 1893 году греческий полковник и инженер Панайиотис Данглиз разработал проект 75-мм горной пушки и предоставил его греческому военному министерству. Данглизу было отказано в производстве такой пушки, и в течение 10 лет проект не использовался. В 1905 году П. Данглиз предложил французской фирме «Шнейдер» изготовить экземпляр его пушки для участия в очередном конкурсе для армии Греции. Фирма «Шнейдер» самостоятельно спроектировала лафет горного типа для пушки Данглиза.
Первое испытание опытного образца было проведено во Франции в мае 1906 года. С апреля пушка проходила испытания в Греции, после чего пушка системы Данглиза-Шнейдера была принята на вооружение армии Греции. К началу 1909 года компания «Шнейдер» изготовила пушки для вооружения 6 батарей.

## Испытания, принятие на вооружение русской армии и доработка
В начале 1908 года система Данглиз была продемонстрирована генеральному инспектору артиллерии русской армии Великому Князю Сергею Михайловичу, после чего тот решил испытать её. По его просьбе Николай II поручил провести испытания скорострельных горных орудий систем Шнейдера и Шкоды.
По Высочайшему повелению в декабре 1908 года были проведены испытания двух 3-дюймовых горных пушек систем Шнейдера и Шкода. На сравнительные испытания горных пушек были допущены только две эти системы. Преимуществом системы Шкоды был меньший вес, что позволяло вьючить её на лошадей без разборки. Зато пушка Данглиза-Шнейдра имела лучшую баллистику и надёжный накатник — пневматические накатники вместо пружинных.
В результате испытаний Артиллерийский комитет счёл возможным отдать заказ фирме «Шнейдер». 25 февраля 1909 года ГАУ запросило императора Николая II о возможности принятия этой пушки на вооружение, о чём 26 февраля последовало Высочайшее повеление. Однако в приказе по Военному ведомству об этом объявлено не было до окончательного утверждения чертежей этой пушки и лафета, поскольку была выявлена необходимость доводки системы. По результатам испытания было решено заменить оригинальные колёса и прицел фирмы «Шнейдер» колёсами системы Охременко и панорамой системы «Герц» производства Обуховского завода.
Принятие горной пушки на вооружение было встречено сомнениями артиллерийского управления российской армии, поскольку она была мало пригодной к перевозке на вьюках из-за своего веса. Только патронные вьюки имели вес, приемлемый для перевозки вьючным конём русского типа — до 100 кг. Остальные вьюки были для них непосильными, поскольку весили от 120 до 140 кг. При движении же на колёсах элементы системы начинали раскачиваться.
В ходе Первой мировой войны 76-мм горные орудия обр. 1909 года использовались в качестве зенитных орудий для стрельбы по воздушным целям

## В Красной Армии
Производство пушек было возобновлено в 1920-х годах на заводе № 8 (Петроградский орудийный завод, эвакуированный в 1918 году в деревню Подлипки). С 1924 по 1930 годы там выпустили 110 пушек, а последние 10 завод сдал в 1931 году. После этого производство было перенесено на завод № 92 («Новое Сормово», Горький), которое первые годы шло с большими трудностями. Так, ни в 1932, ни в 1934, ни в 1936 годах не было сдано ни одного орудия.
| 1933 | 1935 | 1937 | 1938 | 1939 | Всего |
| ---- | ---- | ---- | ---- | ---- | ----- |
| 21   | 20   | 40   | 305  | 250  | 636   |

На 1 ноября 1936 года в РККА на вооружении состояло 622 пушки обр. 1909 г., из них 572 исправных. Кроме того, имелось 34 учебные пушки и 1 негодная.
В боях с Финляндией в 1939—1940 гг. принимали участие 80 орудий, из которых 8 были потеряны.
На 1 января 1941 года на балансе ГАУ состояло 1121 орудие, из которых 401 требовало среднего ремонта, 75 капитального и 1 подлежало списанию.
На 22 июня 1941 года на балансе ГАУ состояло 1120 орудий образца 1909 года, из которых 366 находились на складах.

## Модификации

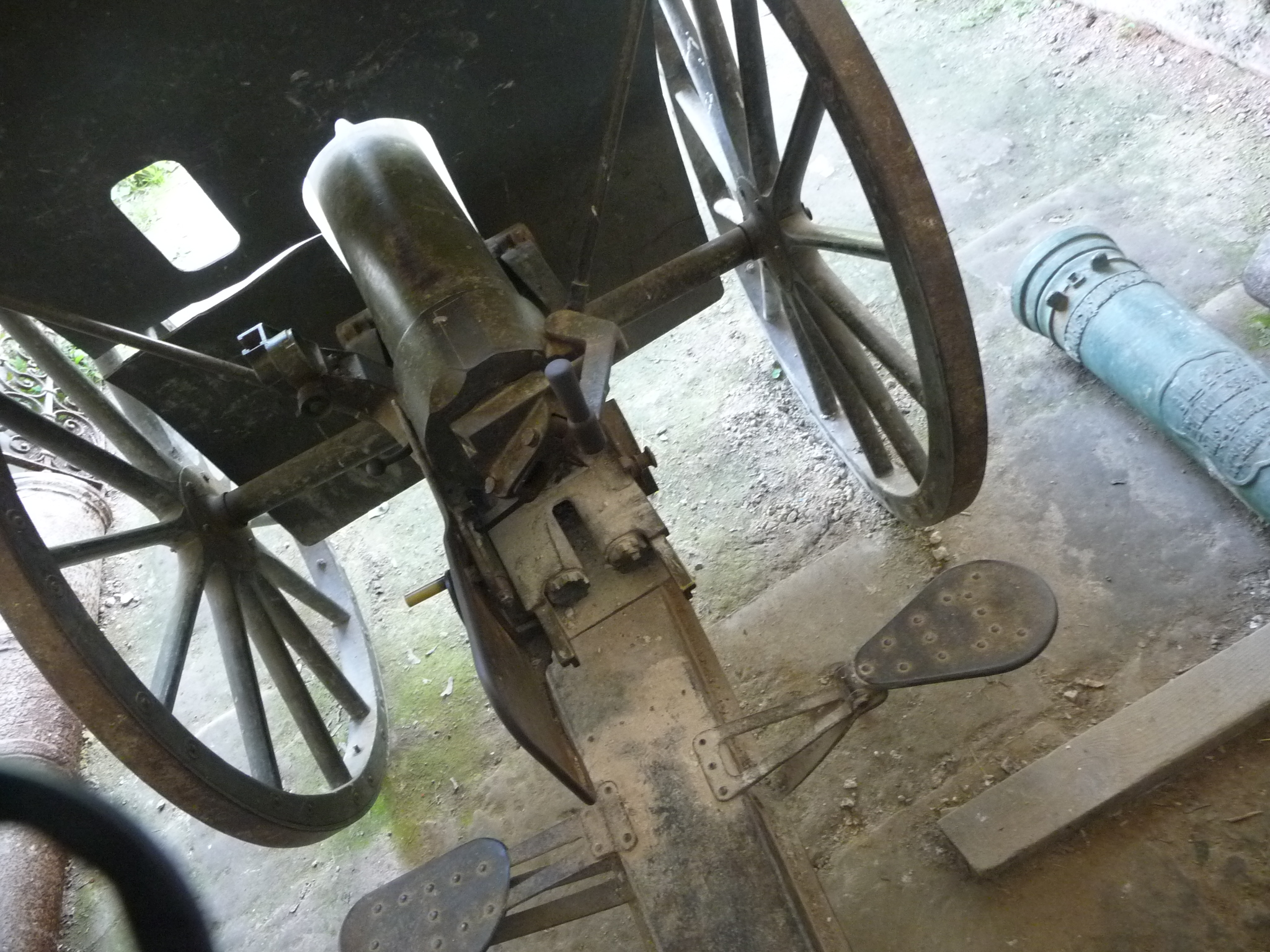
Противоштурмовая пушка обр. 1910 в Новодевичьем монастыре

- 76,2-мм противоштурмовая пушка образца 1910 года — переработанный вариант 3-дюймовой горной пушки образца 1909 года. Ствол и казённая часть старого орудия были установлены на новый лафет, более лёгкий, чем у предшественницы, но, в отличие от неё, неразборный. В боекомплекте использовались снаряды от горной пушки образца 1909 года, но с уменьшенным зарядом пороха, вследствие чего орудие имело меньшую отдачу и откат ствола. Серийное производство орудия началось на Путиловском заводе в 1911 году и продолжалось до середины 1915 года. Всего за этот период было выпущено 407 орудий в рамках двух партий. Орудия подобного типа использовались в различных фортификационных сооружениях и предназначаясь как для обороны, так и для огневой поддержки «своих» войск при вылазках. Кроме того, 76,2-мм противоштурмовая пушка образца 1910 года устанавливалась на пушечно-пулемётные бронеавтомобили «Гарфорд-Путилов» и «Трёхколёски».
- 3-дюймовая короткая пушка обр. 1913 года (под «длинной» при этом подразумевалась 3-дюймовая пушка обр. 1902 г. с длиной ствола 30 калибров). Конструктивно орудие было создано на базе 76-мм горной пушки обр. 1909 г. Была изготовлена, испытана и поставлена на производство на Путиловском заводе в 1914 году. Принята на вооружение в том же году.

## Участие в боевых действиях
76-мм горная пушка образца 1909 года применялась Русской императорской армией и РККА в следующих конфликтах:
- Первая мировая война
- Зимняя война
- Великая Отечественная война

Кроме того, трофейные пушки состояли на вооружении румынской и финской армий.

## ТТХ
- Длина ствола полная: 1258,5 мм / 16,5 клб.
- Длина канала: 1164 мм / 15,3 клб.
- Длина нарезной части: 963 мм
- Вес затвора: 12,3 кг
- Вес муфты с затвором: 104,8 кг
- Вес ствола с затвором: 208,9 кг
- Угол вертикального наведения при низком положении боевой оси: −6°; +22°
- Угол вертикального наведения при высоком положении боевой оси: +28°
- Угол горизонтального наведения: +2°25′
- Высота по щиту: 1330 мм
- Клиренс по щиту: 200 мм
- Ширина хода пеше-горного лафета: 890 мм
- Ширина хода конно-горного лафета: 1067 мм
- Вес щита: 61,4 кг
- Вес боевой оси: 36,9 кг
- Вес лафета без орудия: 417 кг
- Вес системы в боевом положении: 626,6 кг
- Вес системы в походном положении с пеше-горным передком: 1175 кг
- Вес системы в походном положении с конно-горным передком: 1084 кг
- Число вьюков: 7 шт.
- Число вьючных патронных ящиков в пеше-горном зарядном ящике: 14 шт.
- Число вьючных патронных ящиков в конно-горном зарядном ящике: 10 шт.
- Тип патрона: унитарный с гильзой 76x191R от горной пушки обр. 1904 г.
- Масса снаряда: 6,23 кг
- Число патронов в пеше-горном зарядном ящике: 70 шт.
- Число патронов в конно-горном зарядном ящике: 50 шт.
- Начальная скорость снаряда: 380—381 м/с[2]
- Дальность стрельбы: 8660 м
- Скорость возки: 6 км/ч
- Расчёт: 6 чел.

## Где можно увидеть
76-мм горную пушку образца 1909 года в отреставрированном состоянии можно увидеть в Музее отечественной военной истории в деревне Падиково Истринского района Московской области.

## Галерея

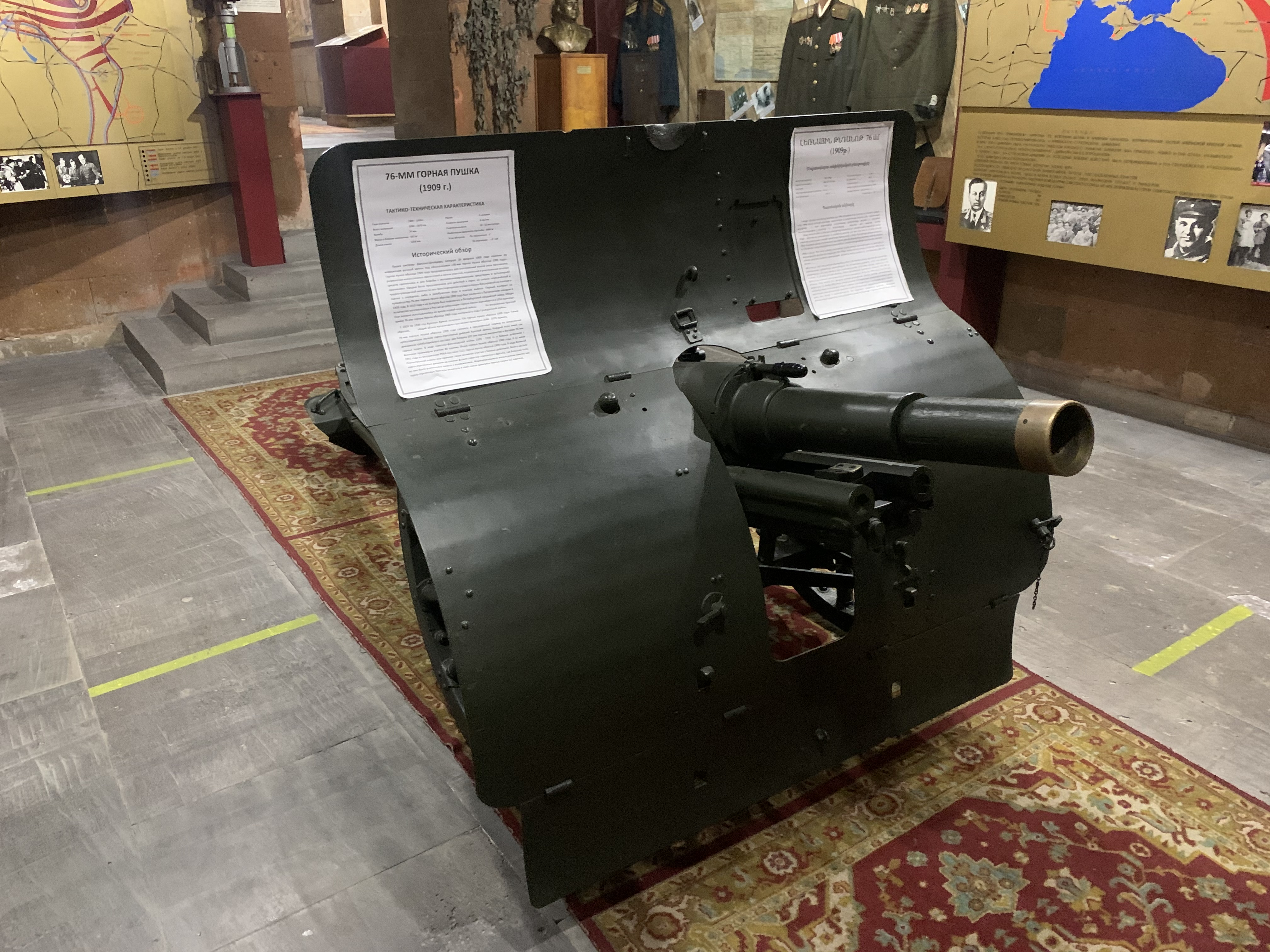
Пушка в военном музее «Мать Армения», Ереван, Армения
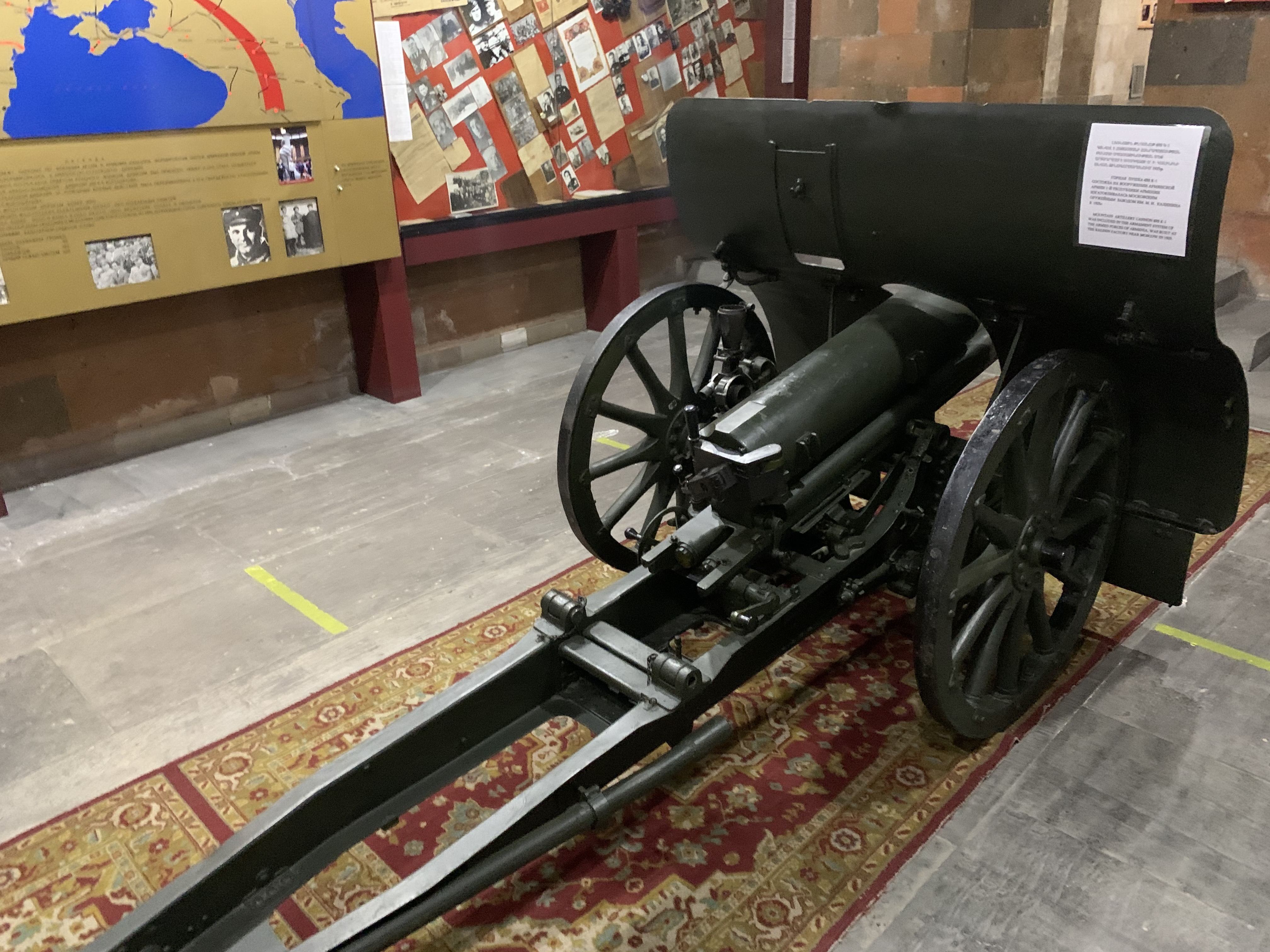